# Sinfonia n. 9 (Mozart)
La Sinfonia n. 9 in Do maggiore K 73/75a fu composta da Wolfgang Amadeus Mozart e le sue origini sono incerte.

## Storia
La data più probabile di composizione sembra essere il tardo 1769 o il primo 1770, durante il primo viaggio di Mozart in Italia; tuttavia alcuni studiosi fanno risalire la sinfonia a "non prima dell'inizio dell'estate 1772". La composizione potrebbe essere iniziata a Salisburgo prima che Mozart partisse per l'Italia, e poi completata durante il viaggio.
La sinfonia è la prima di Mozart nella tonalità di Do maggiore. Non esiste alcuna informazione su quale dei tanti concerti di Mozart in Italia abbia visto la prima esecuzione di quest'opera.
La partitura autografa è oggi conservata a Cracovia, nella Biblioteca Jagellonica.

## Struttura
La sinfonia è stata scritta per un organico composto da due oboi, due corni, due flauti, fagotto, due trombe, timpani, archi e basso continuo.
È composta da quattro movimenti:
1. Allegro, 4/4
2. Andante, 2/4
3. Minuetto e Trio, 3/4
4. Molto allegro, 2/4